# دوبلنده
دوبلنده یا اسپاندی (انگلیسی: Spondee - لاتین: spondeus) پایه‌ای عروضی متشکل از دو هجای بلند (بر مبنای وزن هجایی در عروض کلاسیک) یا دو سیلاب تکیه‌دار در عروض مدرن است. واژهٔ اسپاندی از σπονδή در زبان یونانی باستان به معنای افشانش گرفته شده‌است.